# Яра Цимрман
Яра Цимрман (чеш. Jára Cimrman) — чешский вымышленный персонаж, универсальный гений, созданный Ладиславом Смоляком, Зденеком Свераком и Иржи Шебанеком.
Являясь вымышленной гениальной личностью (изобретатель, математик, спортсмен, криминалист, поэт, писатель, композитор и философ), Яра Цимрман выиграл голосование на звание «Величайшего чеха» в 2005 году (только то, что он был не реальным человеком, помешало ему присвоить это звание). В 2010 году в Чехии были объявлены результаты всенародной акции «Семь чудес Чехии». Главным чудом страны был признан вымышленный гений Яра Цимрман.

## История
Точные даты рождения и смерти Яры Цимрмана не установлены. Предполагается, что он родился в Вене в 1880 году, что сделало 2000 год его 120-летним юбилеем. Хотя существуют и другие версии о годе его рождения.
Мать — Марлен Йелинкова (австриячка), отец — Леопольд Цимрман (чех). Сам Яра считал себя чехом. У него также была старшая сестра Луиза.
Как гениальный и удивительно талантливый человек, Яра Цимрман придумал много изобретений и идей. Он предложил правительству США создать Панамский канал, был реформатором школьной образовательной системы в Галиции, вместе с графом Цеппелином создал первый летательный аппарат из стали. В Парагвае он создал кукольный театр, в Австрии — школу криминологии, музыки и балета. Яра переписывался с Бернардом Шоу и помогал драматургу в написании его великих работ. Он поддерживал Эдисона в работе над электрической лампочкой, помогал Эйфелю построить его знаменитую башню и участвовал в создании периодической таблицы Менделеева. Побывал он и в России — посетил Алтай и поднялся на одну из его вершин.
Место и причина смерти Яры Цимрмана неизвестны, в последний раз его видели в северной Богемии в 1914 году.
В Праге в Петршинской башне создан музей Яры Цимрмана. Одними из экспонатов музея являются детская коляска и девичьи платья сестры, в которых рос будущий гений.

Память о Яре Цимрмане
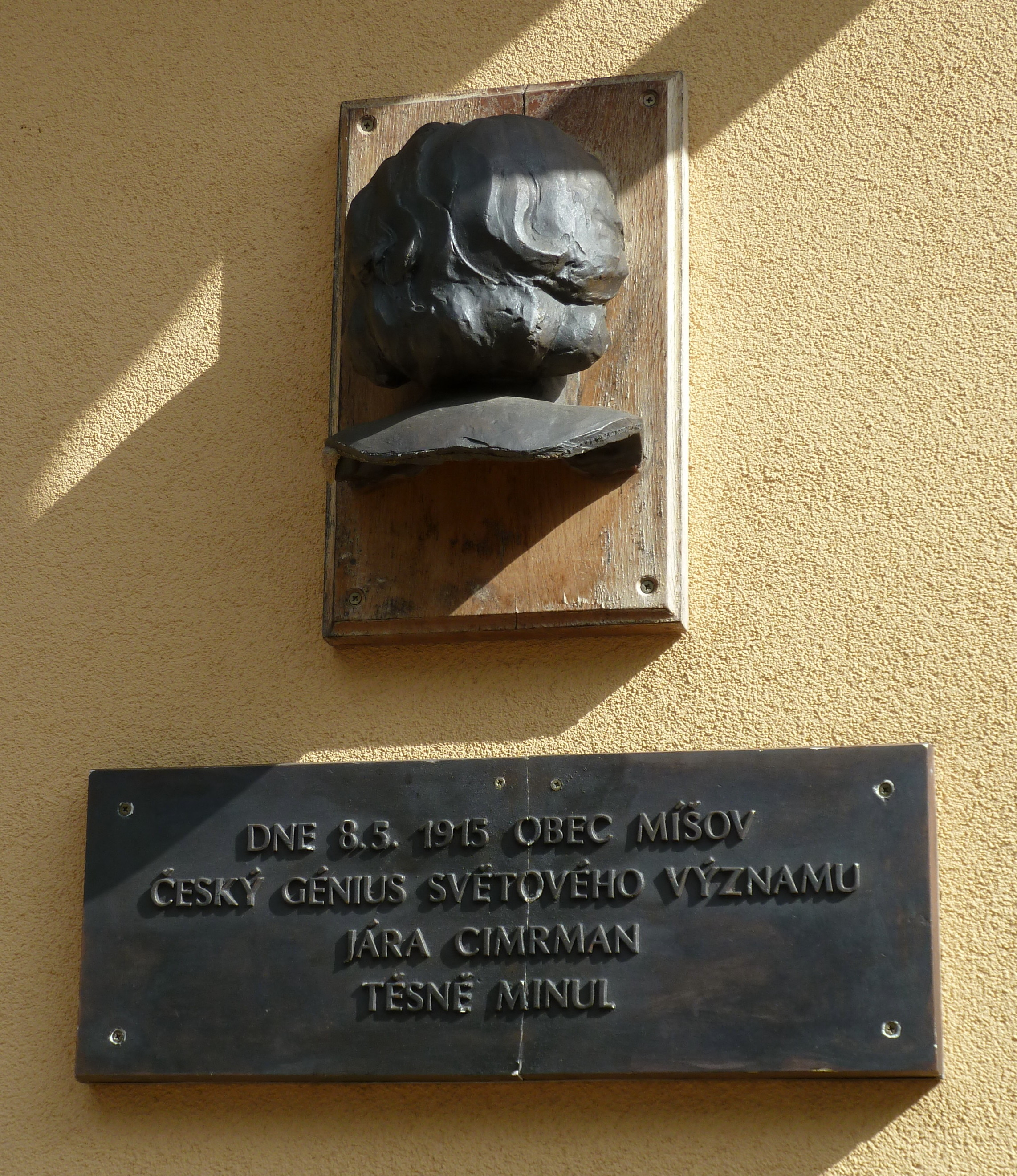
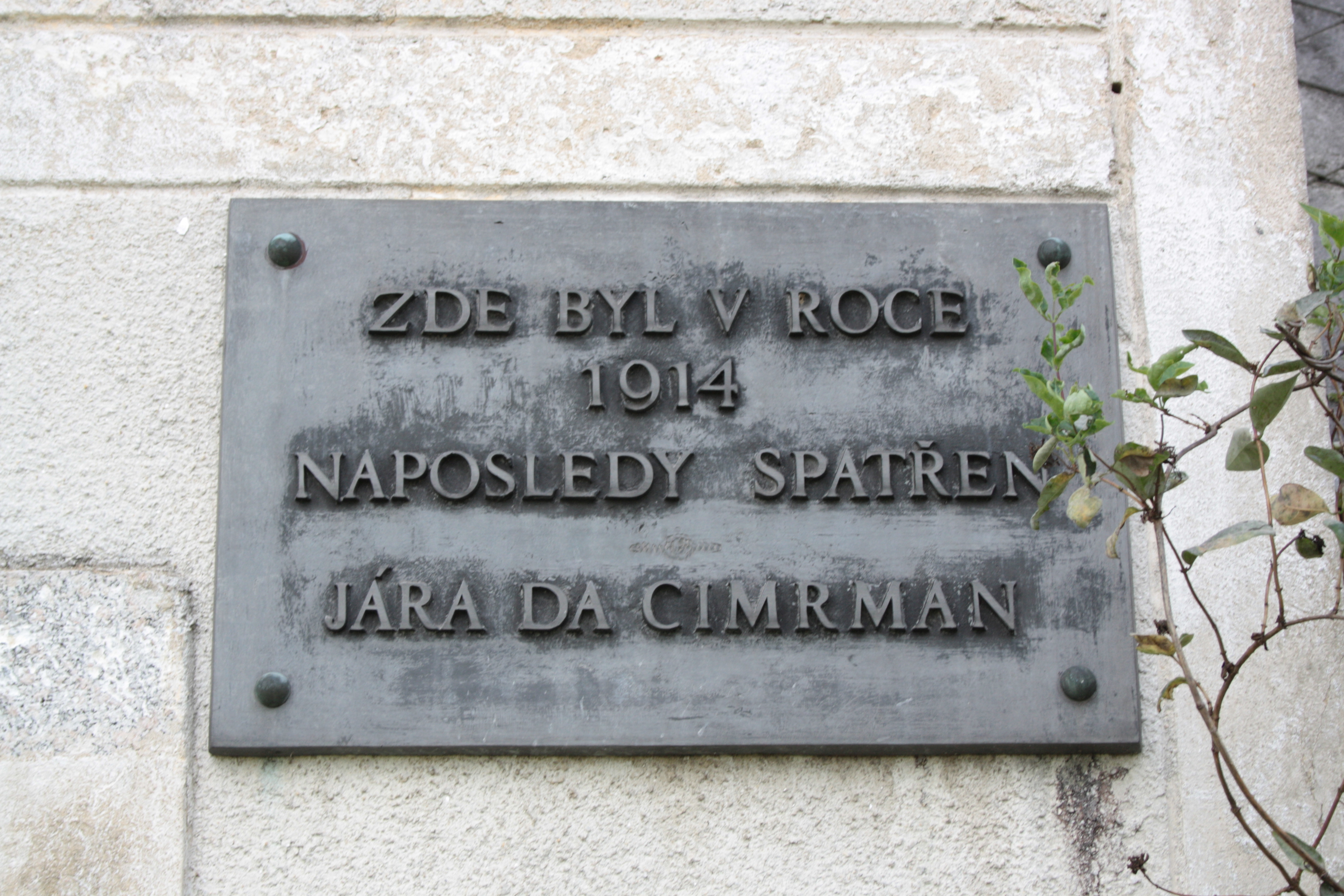
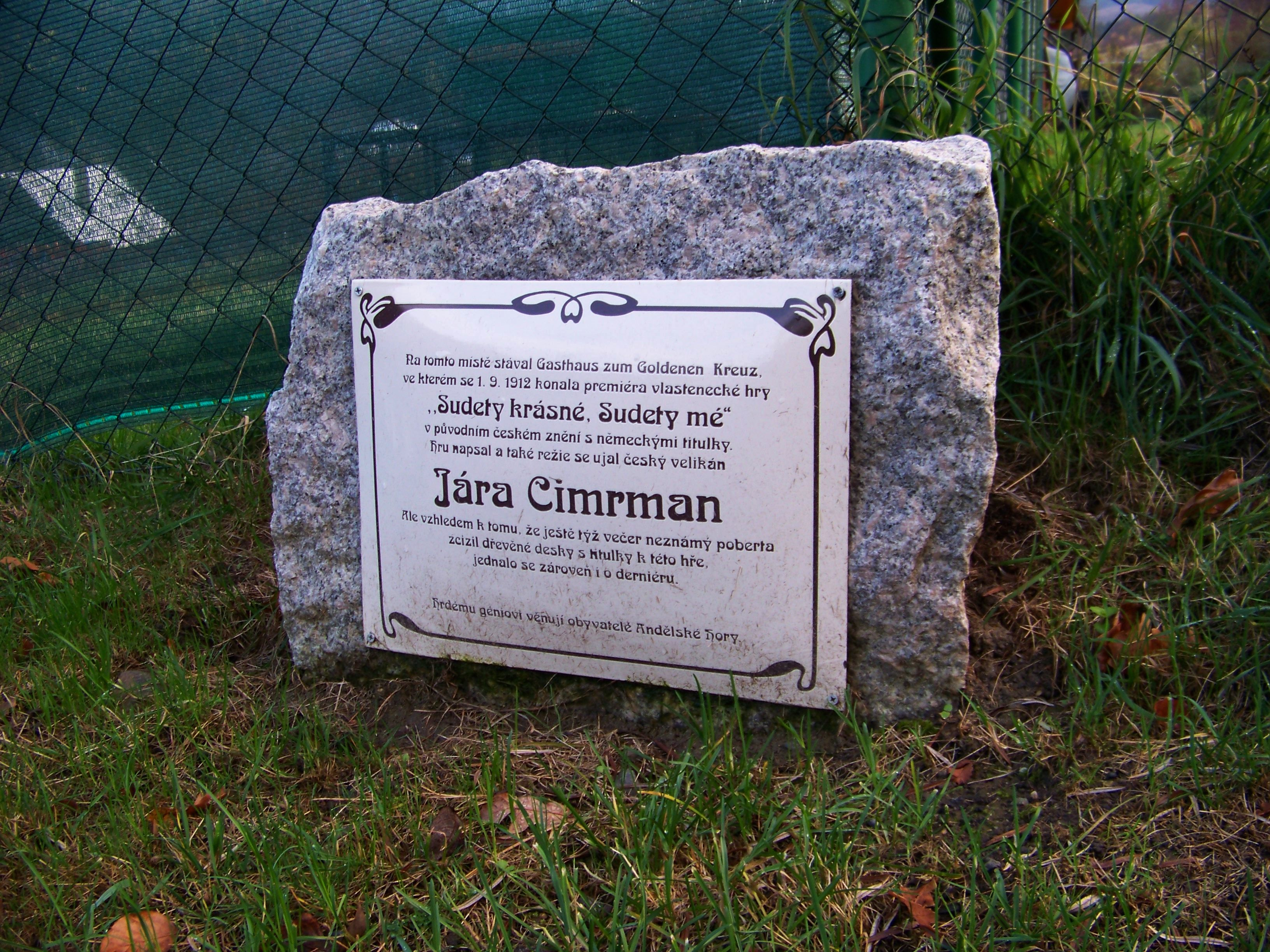
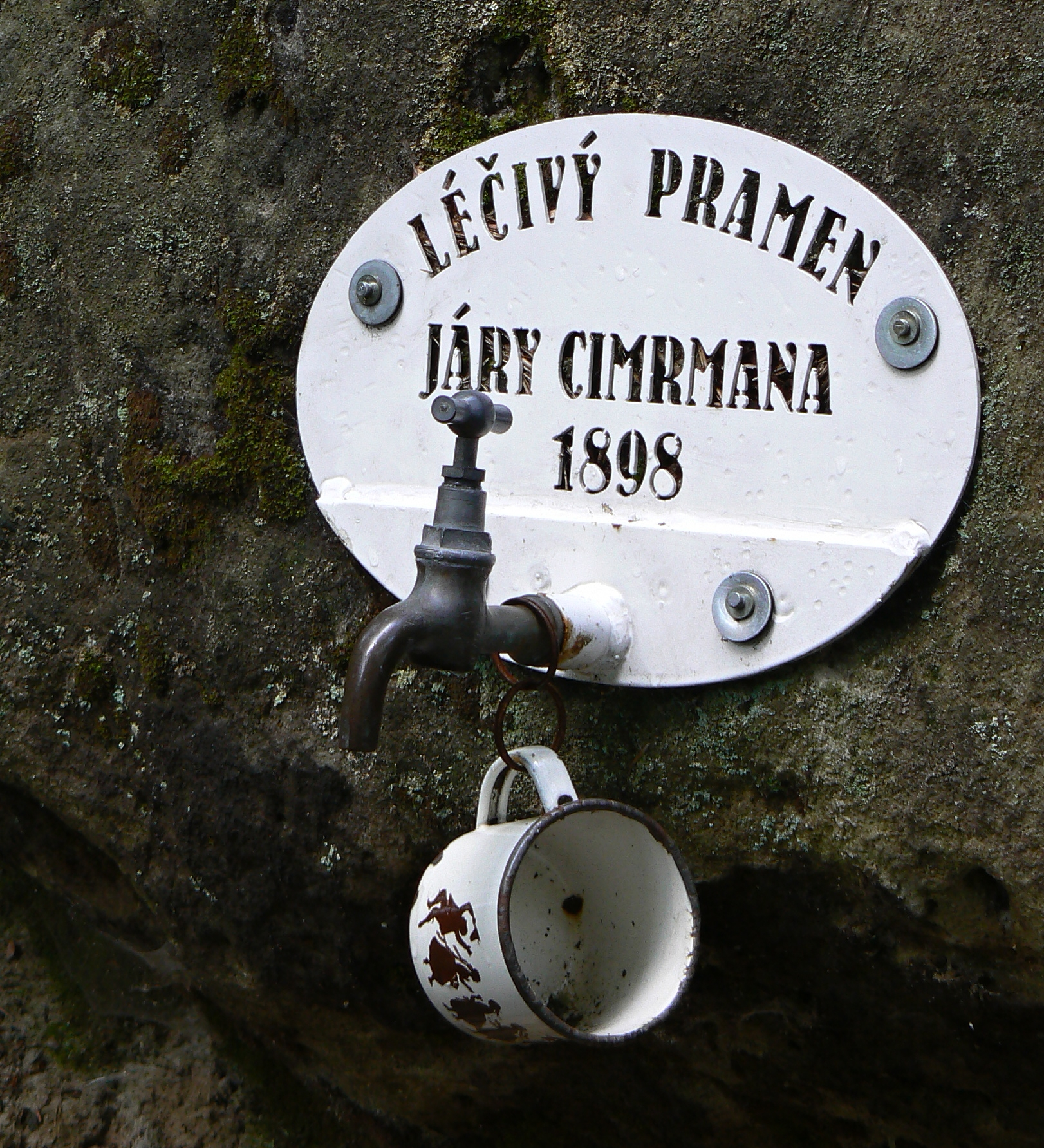